# Список умерших в 1914 году
В этой статье представлен список известных людей, умерших в 1914 году.
- См. также: Категория:Умершие в 1914 году

## Январь
- 2 января — Николай Чернышёв (57) — выдающийся русский геолог и палеонтолог.
- 20 января — Михаил Клодт (78) — русский акварелист, рисовальщик, писал жанровые и исторические сцены.
- 23 января — Иоанникий (Ефремов) (50)— епископ Русской православной церкви, епископ Белгородский, викарий Курской епархии.

## Февраль
- 4 февраля — Зигмунд Могулеско (55) — еврейский актёр-комик.
- 13 февраля — Альфонс Бертильон (60) — французский юрист, изобретатель системы бертильонажа — системы опознавания преступников по их антропометрическим данным.
- 25 февраля — Джон Тенниел (93) — английский художник, карикатурист; первый иллюстратор книг Льюиса Кэрролла.

## Март
- 5 марта — Георгий Седов (36) — русский гидрограф, полярный исследователь, старший лейтенант.
- 11 марта — Бронислав Радзишевский — польский химик.
- 11 марта — Пётр Семёнов-Тян-Шанский (87) — русский географ, ботаник, статистик и общественный деятель.
- 13 марта — Станислав Абаканович (53) — русский военный деятель, генерал.
- 13 марта — Никодим (Боков) (64) — епископ Русской православной церкви, епископ Астраханский и Енотаевский.
- 24 марта — Юлиан Косинский (80) — польский хирург.

## Апрель
- 2 апреля — Пауль Хейзе (84) — немецкий писатель, лауреат Нобелевский премии по литературе (1910).
- 14 апреля — Луис Колома (63) — испанский писатель.
- 21 апреля — Франц Бриксель (62) — австрийский музыкальный педагог.
- 28 апреля — Арсений (Брянцев) (74) — — епископ Русской Православной Церкви, архиепископ Харьковский и Ахтырский.

## Май
- 17 мая — Иван Боргман (65) — русский физик, с 1888 года профессор Санкт-Петербургского университета.
- 20 мая — Николай Гурвич (86) — врач, экономист, историк, этнограф, географ, один из первых профессиональных статистиков Уфимской губернии.
- 29 мая — Пётр Святополк-Мирский (56) — российский государственный деятель.

## Июнь
- 10 июня — Александр Навроцкий (75) — русский поэт, драматург, прозаик, издатель; офицер, военный юрист.
- 19 июня — Брэндон Томас (63 или 65) — британский актёр и драматург, автор пьесы «Тётушка Чарлея».
- 21 июня — Берта фон Зутнер (71) — австрийская писательница, деятель международного пацифистского движения, первая женщина — лауреат Нобелевской премии мира (1905) и вторая женщина, получившая Нобелевскую премию (после Марии Кюри).
- 28 июня — Франц Фердинанд (50) — эрцгерцог австрийский, с 1896 наследник престола Австро-Венгрии; убит сербским террористом Гаврило Принципом, что стало одним из поводов для начала Первой мировой войны.
- 28 июня — София Гогенберг (46) — морганатическая жена австрийского эрцгерцога Франца-Фердинанда, убитая вместе с ним в Сараево.

## Июль
- 10 июля — Николай Генрихович Гартвиг (56) — российский дипломат, посланник России в Сербии.
- 23 июля — Владимир Мещерский (75) — князь, русский писатель и публицист, издатель-редактор журанала (с 1 октября 1887 года — газеты) «Гражданин», камергер Александра II.
- 31 июля — Жан Жорес (54) — деятель французского и международного социалистического движения, борец против колониализма, милитаризма и войны, историк.

## Август
- 2 августа — Феликс Волховский (68) — видный деятель русского революционного движения 1860—1870-х годов.
- 6 августа — Владимир Волконский (48) — русский общественный деятель и политик, член III Государственной думы от Волынской губернии.
- 17 августа — Пётр Оленич-Гнененко (44) — украинский и русский писатель.
- 18 августа — Анна Есипова (63) — российская пианистка и музыкальный педагог.
- 26 августа — Игнатий Ясюкович — крупный польский промышленник.
- 28 августа — Анатолий Лядов (59) — русский композитор, дирижёр и педагог, профессор Петербургской консерватории.
- 30 августа — Александр Самсонов (54) — государственный и военный деятель, генерал от кавалерии.

## Сентябрь
- 1 сентября — Иван Савенков — российский педагог, археолог, шахматист, музейный работник.
- 2 сентября — Николай Казанский (55) — архитектор построивший множество зданий.
- 7 сентября — Божидар (20) — русский поэт.
- 8 сентября — Пётр Нестеров (27) — российский военный лётчик, штабс-капитан, основоположник высшего пилотажа (петля Нестерова); погиб в воздушном бою, впервые в практике боевой авиации применив таран.
- 11 сентября — Исмаил Гаспринский — крымскотатарский интеллектуал, просветитель, издатель и политик.
- 19 сентября — Надежда Константиновна Кибальчич — украинская писательница, поэтесса, переводчик.
- 23 сентября — Никол Думан (47) — деятель армянского национально-освободительного движения, народный герой Армении.
- 26 сентября — Август Макке (27) — немецкий художник-экспрессионист.
- 28 сентября — Григорий Крюков (77) — генерал от инфантерии, герой русско-турецкой войны 1877—1878 годов, командир 19-го армейского корпуса.

## Октябрь
- 1 октября — Китти Хьелланн (71) — норвежская художница — пейзажист.
- 3 октября — Филипп Фортунатов (66) — российский лингвист, профессор, член Российской академии наук (1902), основатель московской «формальной» (или «фортунатовской») лингвистической школы.
- 6 октября — Владимир Голубев (23) — русский монархист, председатель общества «Двуглавый орёл».
- 7 октября — Станислав Рожанский (43) — полковник, герой Первой мировой войны.
- 12 октября — Евгения Мравина (50) — русская оперная певица.
- 12 октября — Олег Константинович (21) — князь императорской крови.
- 20 октября — Викентий Хвойка (64) — российский археолог чешского происхождения.
- 29 октября — Яков Паученко (48) — русский архитектор.
- 30 октября — Рудольф Вейр (67) —  австрийский скульптор.

## Ноябрь
- 3 ноября — Георг Тракль (27) — выдающийся австрийский поэт; самоубийство.
- 9 ноября — Иосиф Ливчак (74 или 75) — русский изобретатель, публицист, общественный деятель галицко-русского направления; отец симбирского архитектора Фёдора Осиповича Ливчака.
- 15 ноября — Леонхард Тиц (65) — немецкий еврейский предприниматель, основатель торгового дома своего имени.
- 19 ноября — Сергей Бердяев (53—54) — украинский поэт и публицист.
- 23 ноября — Дмитрий Лопухин (49) — русский генерал, герой Первой мировой войны.

## Декабрь
- 2 декабря — Владимир Ламанский (81) — русский дворянин, историк, славист.
- 4 декабря — Бронислав Гузовский (54) — учёный-лесовод.
- 9 декабря — Лев Кассо (49) — российский юрист, государственный деятель.
- 16 декабря — Иван Зайц (82) — хорватский композитор, дирижёр, педагог.
- 24 декабря — Джон Мьюр (76) — американский естествоиспытатель, писатель и защитник дикой природы.
- 26 декабря — Гавриил Морской (52) — русский оперный и камерный певец.

## Дата неизвестна или требует уточнения
- Георгий Брусилов (29 или 30) — российский исследователь Арктики, лейтенант флота, племянник генерала Алексея Брусилова; погиб в ходе экспедиции, предпринятой им с целью пройти Северным морским путём (впервые под российским флагом).
- Алистер Маккей, шотландский врач и полярный исследователь.